# Phelsuma abbotti
Espèce
Synonymes
- Phelsuma chekei Börner & Minuth, 1984
- Phelsuma befotakensis Börner & Minuth, 1982

Statut de conservation UICN

 LC  : Préoccupation mineure
Statut CITES
Phelsuma abbotti est une espèce de geckos de la famille des Gekkonidae.

## Répartition
Cette espèce se rencontre à Madagascar et aux Seychelles.

## Description
C'est un gecko diurne et arboricole, il vit typiquement dans les cocotiers.
Phelsuma abbotti chekei est gris perlé de gris clair sur les pattes et les côtés. Le dessus et la tête sont vert avec des lignes longitudinales grises.

## Liste des sous-espèces
Selon The Reptile Database (30 octobre 2012) :
- Phelsuma abbotti abbotti Stejneger, 1893 d'Aldabra
- Phelsuma abbotti chekei Börner & Minuth, 1984 de Madagascar
- Phelsuma abbotti sumptio Cheke, 1982 de l'Île de l'Assomption

## Alimentation
Ce gecko est un insectivore qui chasse divers insectes et autres arthropodes dans les arbres et plus rarement sur le sol, et qui consomme également des nectars de fruits.

## Étymologie
Cette espèce est nommée en l'honneur du naturaliste américain William Louis Abbott (1860-1936), une sous-espèce en l'honneur d'Antony Cheke et l'autre en référence au lieu de sa découverte l'Île de l'Assomption.

## Publications originales
- Börner & Minuth, 1984 : On the taxonomy of the Indian Ocean lizards of the Phelsuma madagascariensis species group (Reptilia, Gekkonidae). The Journal of the Bombay Natural History Society, vol. 81, n. 2, p. 243-281.
- Cheke, 1982 : Phelsuma Gray 1825 in the Seychelles and neighbouring islands: a re-appraisal of their taxonomy and description of two new forms (Reptilia: Sauria: Gekkonidae). Senckenbergiana Biologica, vol. 62, n. 4/6, p. 181-198.
- Stejneger, 1893 : On some collections of reptiles and batrachians from East Africa and the adjacent islands, recently received from Dr W. L. Abbott and Mr. William Astor Chanler, with descriptions of new species. Proceedings of the United States National Museum, vol. 16, p. 711-741 (texte intégral).